# One Pact
One Pact (hangul: 원팩트; rr: Wonpaekteu; estilizado em letras maiúsculas) é um boy group sul-coreano formado e gerenciado pela Armada Entertainment. O grupo é composto por cinco membros: Jongwoo, Jay Chang, Seongmin, Tag e Yedam. E eles estrearam oficialmente do dia 30 de novembro de 2023, com o extended play (EP) Moment.

## Nome
One Pact é um nome que combina as palavras "one" ("um" em inglês) e "impact" ("impacto" em inglês), o que significa que o grupo "se unirá com o objetivo de causar um grande impacto na industria".

## História

### Pré-estreia: Antecedentes e participação noBoys Planet
Todos os membros do grupo foram concorrentes do reality show Boys Planet, que foi um programa feito pela Mnet reunindo 98 competidores de todo o mundo com o objetivo de formar um grupo masculino multinacional. E dos 98 participantes iniciais, apenas os nove primeiros seriam parte da formação final. O reality começou a ser transmitido no dia 2 de fevereiro de 2023 e teve seu episódio final no dia 20 de abril do mesmo ano. Ao fim da competição, nenhum membro do One Pact conseguiu vencer o programa e fazer parte da formação final, que se tornou o grupo Zerobaseone.
Antes de aparecerem no programa, todos os membros já estavam ativos na indústria do entretenimento e alguns já haviam participado de outros reality shows. Jongwoon é um ex-integrante do grupo Black Level, e chegou até a final do Boys Planet, terminando a programa na 18° colocação. Jay Chang participou do reality show Under Nineteen no final de 2018, sendo eliminado no sexto episódio do show na 18° colocação. E após o reality ele lançou algumas músicas, com o single "Is You". Jay, assim como Jongwoon, também chegou a final do Boys Planet, terminando o programa na 10° colocação. Seongmin participou do reality show "To Be World Klass" em 2019, ele venceu a competição e debutou como membro do TO1, com o nome de Jerome. Ele saiu do grupo em 2022 e participou do Boys Planet no ano seguinte, terminando o programa na 35° colocação. Tag participou do reality show "High School Rapper 4" e estreou como membro do Ciipher em 2021, ele foi confirmado como participante do Boys Planet, mas saiu antes do lançamento do primeiro episódio por motivos pessoais. Yedam participou do reality show "Loud", da SBS. E assim como todos os membros anteriores, ele também participou do Boys Planet, sendo eliminado na 36° colocação.

### 2023–presente: Formação e estreia comMoment
A empresa Armada Entertainment, no dia 27 de setembro de 2023, anunciou que estaria formando um novo grupo com o objetivo de estrear na segunda metade de 2023. Este grupo se chamaria "One Pact" e Jongwoo foi anunciado como o primeiro membro desde grupo.
Em outubro de 2023, mais três membros do grupo foram revelados ao público, Seungmin, Tag, no dia 4 e Yedam no dia 5. E no dia 18, Jay Chang foi anunciado como o membro final do grupo, um dia após o lançamendo de seu primeiro álbum. E nos dias 24 e 27 do mesmo mês, a Armada Entertainment lançou videos perfomances das músicas "G.O.A.T"	e "Hot Stuff", respectivamente, em seu canal oficial no YouTube.
No dia 1 de novembro de 2023, a Armada Entertainment divulgou que o grupo estaria fazendo a sua estreia no dia 30 de novembro. E no final do mês, o grupo fez a sua estreia com o EP Moment, juntamente com a lead single "Must Be Nice".

## Integrantes
- Jongwoo (em coreano:  종우), nascido Yoon Jongwoo (em coreano:  윤종우) na Coreia do Sul em 12 de junho de 2000 (24 anos). Ele é o lider do grupo.[8]
- Jay Chang (em coreano:  제이창), nascido Jay Steven Kapossy em Nova Jersey, Estados Unidos em 8 de março de 2001 (24 anos).
- Seongmin (em coreano:  성민), nascido Oh Seong Min (em coreano:  오성민) na Coreia do Sul em 25 de agosto de 2001 (23 anos).
- Tag (em coreano:  태그), nascido Yeom Tae Gyun (em coreano:  염태균) na Coreia do Sul em 30 de setembro de 2002 (22 anos).
- Yedam (em coreano:  예담), nascido Lee Yedam (em coreano:  이예담) na Coreia do Sul em 19 de janeiro de 2003 (22 anos).

## Discografia

### Extended plays
| Título | Detalhes | Maior posição nos charts | Maior posição nos charts | Vendas     |
| Título | Detalhes | KOR                      | JPN                      | Vendas     |
| ------ | --- | ------------------------ | ------------------------ | ---------- |
| Moment | - Lançamento: 30 de novembro de 2023 - Gravadora(s): Armada Entertainment, Warner Music Korea - Formato(s): CD, download digital, streaming Track listing 1. "Hot Stuff" (멋진 거) 2. "Must Be Nice" (좋겠다) 3. "G.O.A.T" 4. "Rush in 2 U" 5. "Loading..." (진행중) 6. "Illusion" | 3                        | 19                       | - : 68 472 |

### Singles
| Título       | Ano  | Álbum  |
| ------------ | ---- | ------ |
| Must Be Nice | 2023 | Moment |

## Videografia
| Título       | Ano  | Diretores | Nota                     | Ref.   |
| ------------ | ---- | --------- | ------------------------ | ------ |
| G.O.A.T      | 2023 | —         | Músicas antes da estreia | [ 10 ] |
| Hot Stuff    | 2023 | Junu      | Músicas antes da estreia | [ 8 ]  |
| Rush In 2 U  | 2023 | JW        | Músicas antes da estreia |        |
| Must Be Nice | 2023 | —         | Música de estreia        | [ 10 ] |